# Eugenio Giambro
Eugenio Giambro (Calascibetta, 27 settembre 1866 – Aci Sant'Antonio, 17 febbraio 1960) è stato un arcivescovo cattolico italiano.

## Biografia
Nato a Calascibetta l'11 ottobre 1866, venne ordinato sacerdote il 23 maggio 1891. L'allora vescovo di Nicastro, Domenico Maria Valensise lo chiamò nella sua diocesi per insegnare teologia morale e dogmatica nel seminario diocesano. Si incardinò nella diocesi di Nicastro e nominato canonico penitenziere della cattedrale. Fu rettore del seminario e vicario generale della diocesi.
Papa Pio X lo elevò all'episcopato e, destinato alla diocesi di Sersina, la resse dal 1911 al 1916, quando fu trasferito a Nicastro per succedere al vescovo Giovanni Régine. Nel suo lungo episcopato, durato trentanove anni, si occupò di abbellire la cattedrale e diversi altri luoghi diocesani.
Morì novantaduenne ad Aci Sant'Antonio il 17 febbraio 1960. Su sua esplicita richiesta, fu sepolto nella cattedrale di Nicastro sotto il pavimento dell'altare maggiore.

## Genealogia episcopale
La genealogia episcopale è:
- Cardinale Scipione Rebiba
- Cardinale Giulio Antonio Santori
- Cardinale Girolamo Bernerio, O.P.
- Arcivescovo Galeazzo Sanvitale
- Cardinale Ludovico Ludovisi
- Cardinale Luigi Caetani
- Cardinale Ulderico Carpegna
- Cardinale Paluzzo Paluzzi Altieri degli Albertoni
- Papa Benedetto XIII
- Papa Benedetto XIV
- Papa Clemente XIII
- Cardinale Marcantonio Colonna
- Cardinale Giacinto Sigismondo Gerdil, B.
- Cardinale Giulio Maria della Somaglia
- Cardinale Carlo Odescalchi, S.I.
- Cardinale Costantino Patrizi Naro
- Cardinale Lucido Maria Parocchi
- Arcivescovo Giovanni Régine
- Arcivescovo Eugenio Giambro